# Eeva Rista

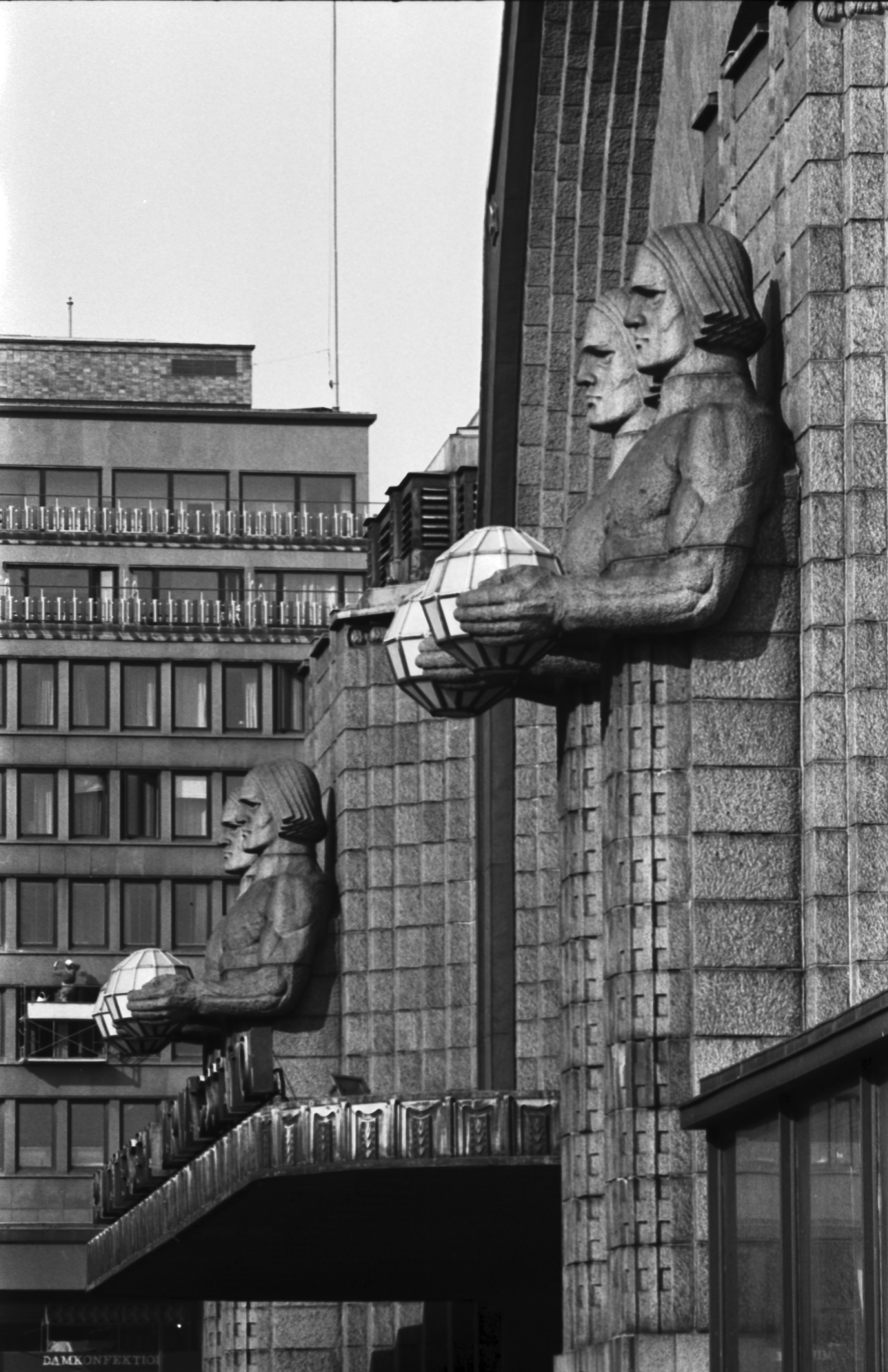
Kaivokatu, Helsinki, 1975

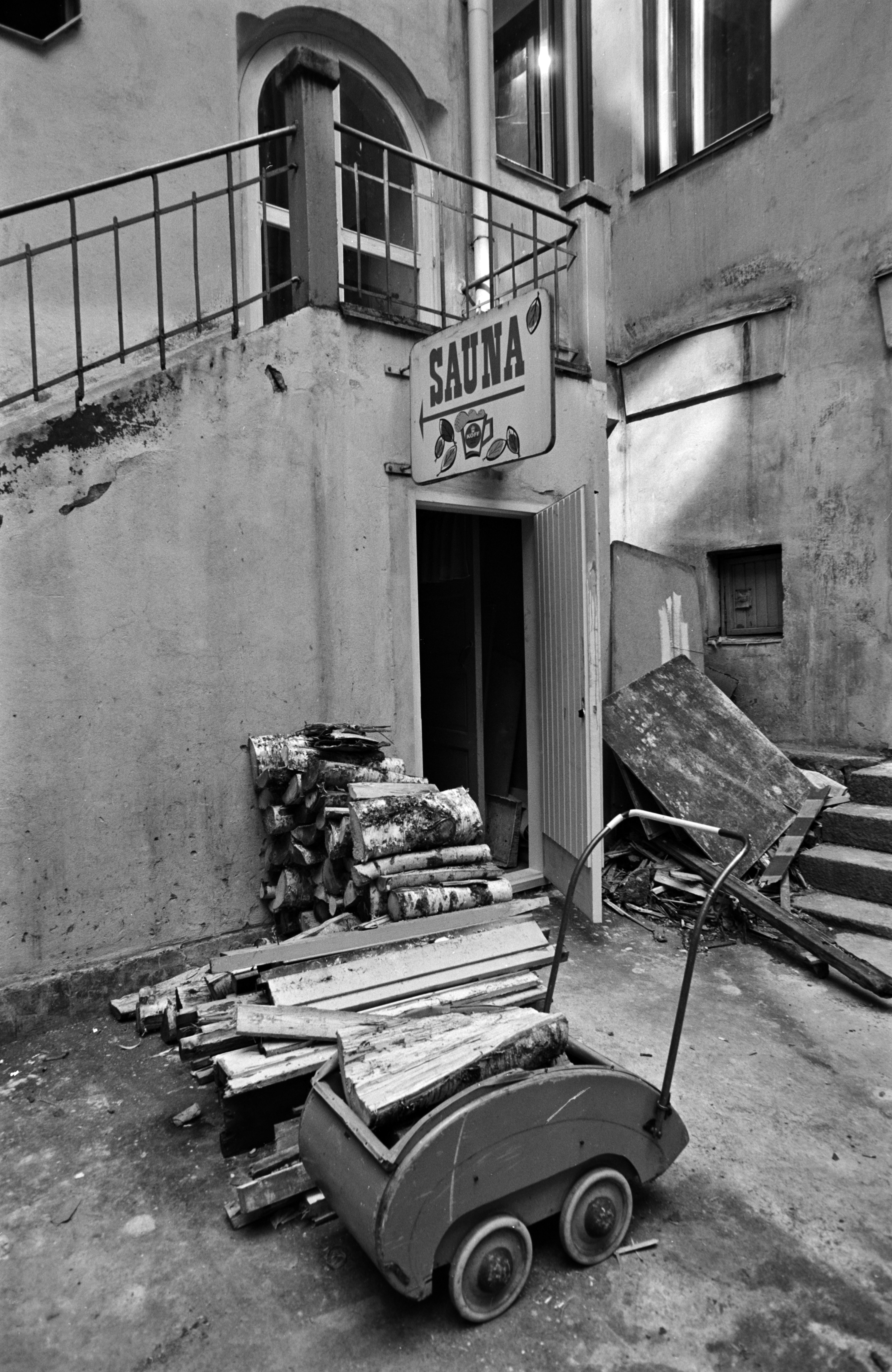
Březová polena v kočárcích u dveří veřejné sauny, Kristianinkatu

Eeva Rista (roz. Pakkala; * 24. prosince 1947, Helsinky) je finská fotografka známá snímky z ulic Helsinek.

## Životopis
Rista studovala fotografii na Škole umění a designu, kde byl jejím učitelem její pozdější manžel, fotograf Simo Rista.
Rista společně s fotografem Simem Ristou zveřejnili na internetu výstavu fotografií Helsinek Stadin taivaan alla. Ve sbírce bylo 8 300 snímků ze 60 000 obrázků z archivu. Rista byla zodpovědná za databázi fotografií Albums Open od roku 2002 do roku 2006. Od roku 2014 pokračuje v této práci společnost Lasipalatsin Mediakeskus Oy, která archiv spravuje.
Ve dnech 14. října 2010 – 27. února 2011 se v Helsinském městském muzeu konala výstava Asfalttia ja auringonkukkia (Asfalt a slunečnice), která představovala snímky Helsinek Eevy a Sima Ristových z let 1969–1979.
Eevě Rista byl v roce 2018 přiznán umělecký důchod.

## Díla
- Hakkola, Kirsti: Lentävä matto (Létající koberec). Fotografie: Eeva Rista. 1989.
- Rista, Eeva – Rista, Simo – Kero, Esa: Helsinki ja pienen pojan varjo (Helsinky a stín malého chlapce). 2002.

## Filmografie
- Matka on pitkä (Cesta je dlouhá), 1993, fotografie, asistentka produkce, asistentka režie
- Aarteenetsijä (Lovec pokladů), 1993, fotografie
- Viimeinen valssi (Poslední valčík), 1996, režie, scénář, fotografie
- Kaksonen (Dvojče), 1999, fotografie
- Viinan voima (Síla likéru), scénář

## Knihy
- Rista, Eeva – Rista, Simo – Savia, Satu (2010): Asfalttia ja auringonkukkia: Helsinki-valokuvia 1969–1989. (Asfalt a slunečnice: Helsinské fotografie 1969–1989.) Helsinky, Helsinské městské muzeum. ISBN 978-952-223-770-5

## Galerie

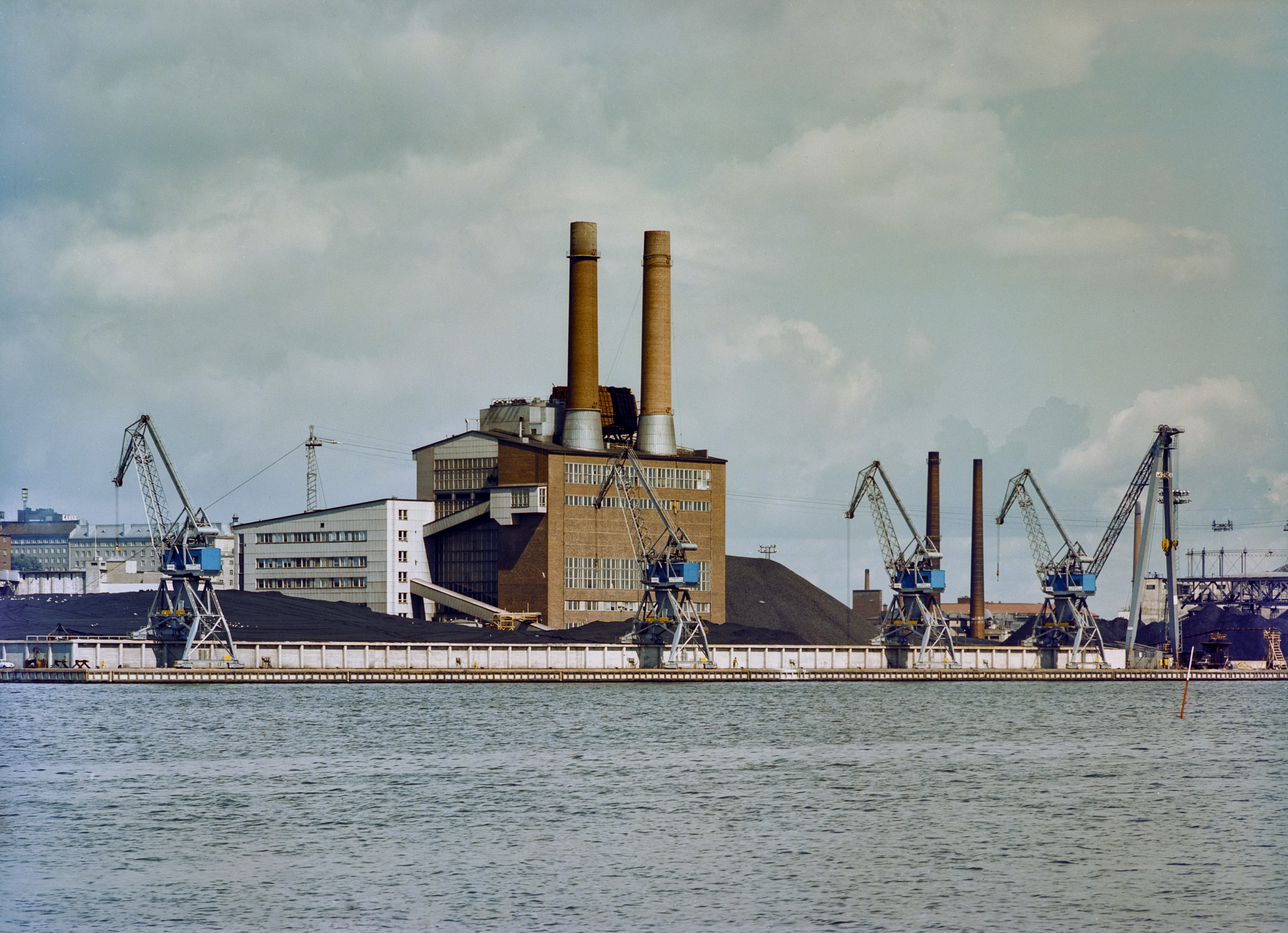
Hanasaari A Plant in Sörnäinen, Helsinki, Finland, 1960–1970
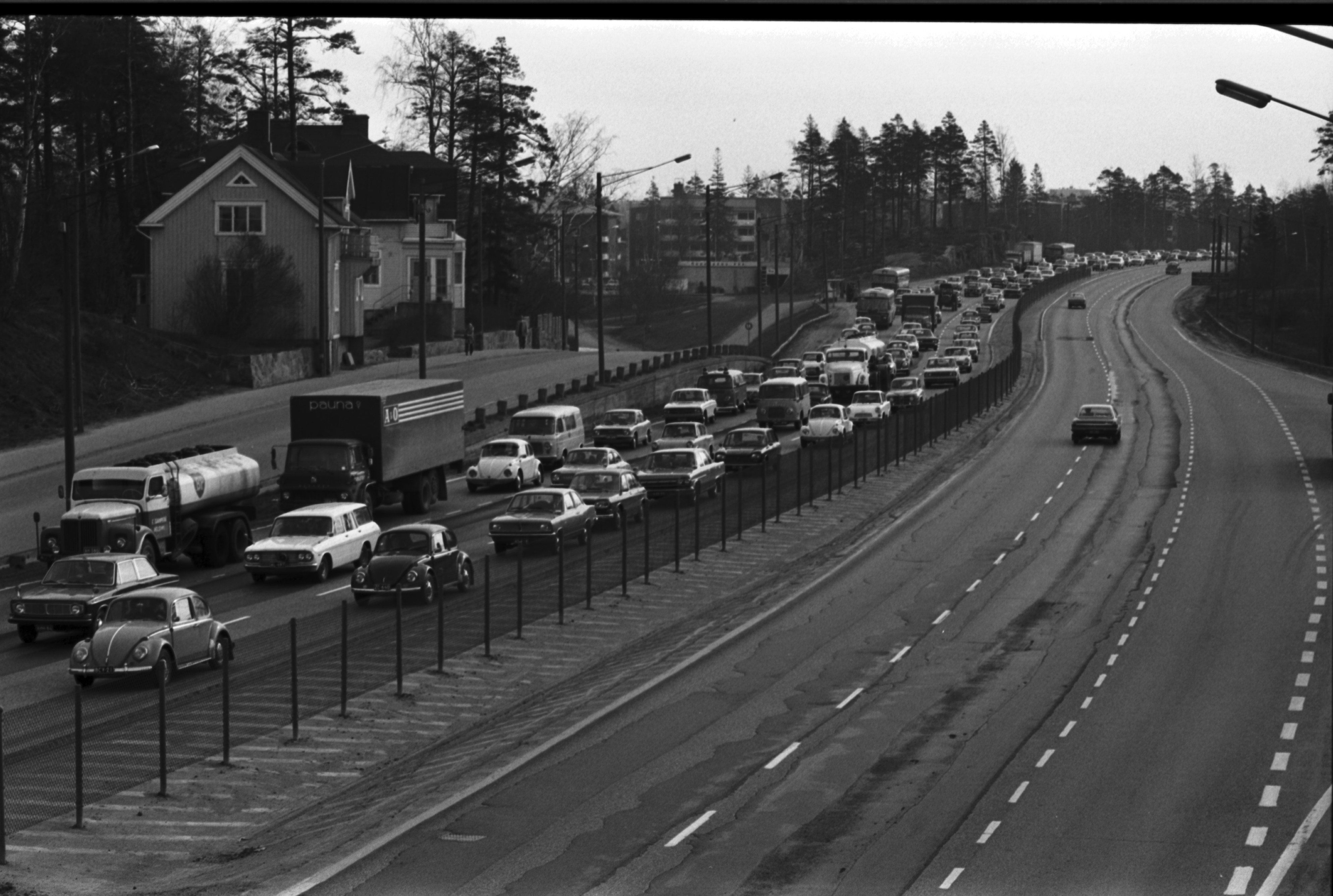
Itäväylä, ranní fronty aut na Itäväylä. Vlevo dřevěný dům na Kulosaari Park Road 16. Severovýchodní pohled.
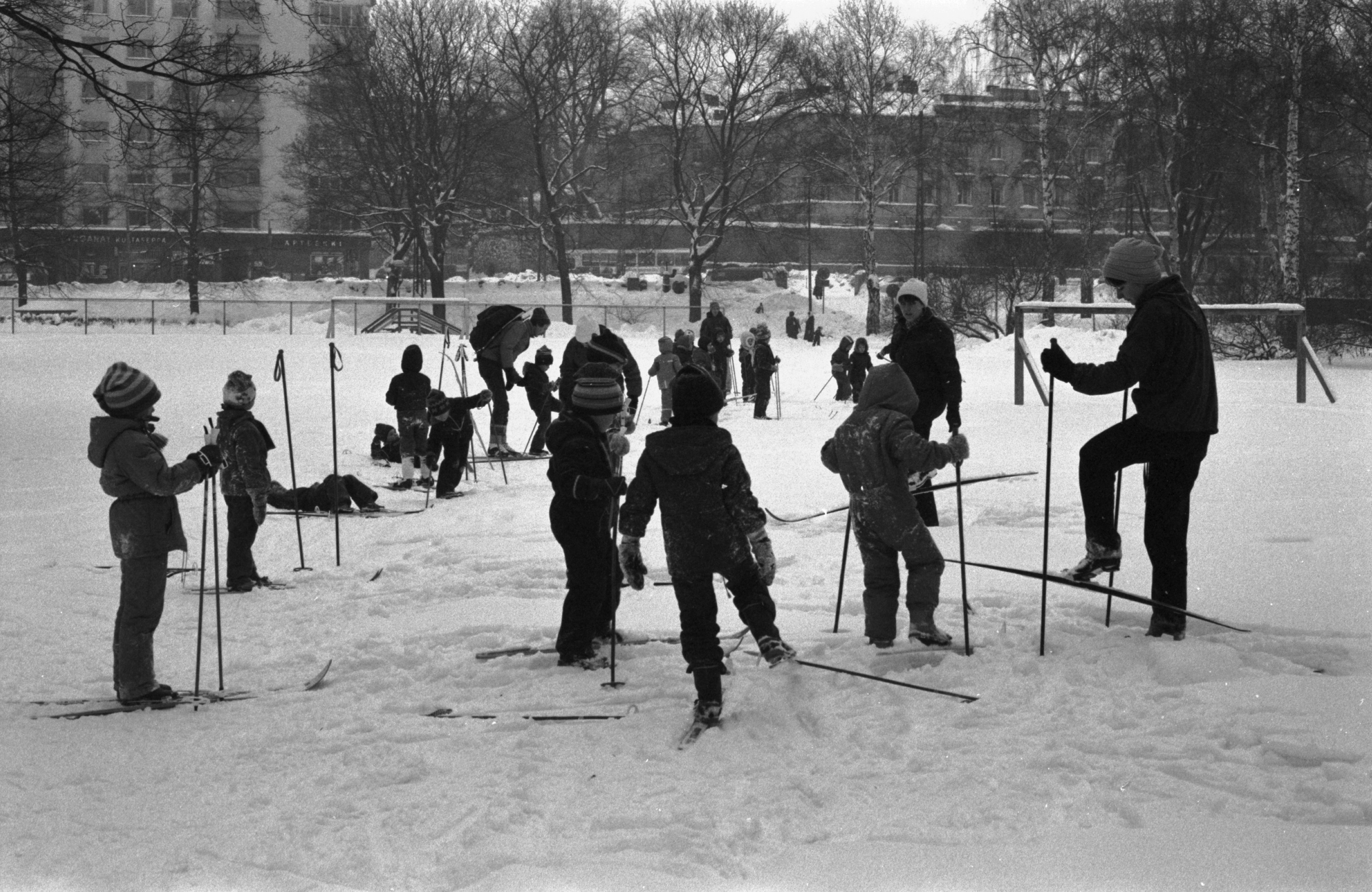
Kaisaniemenpuisto
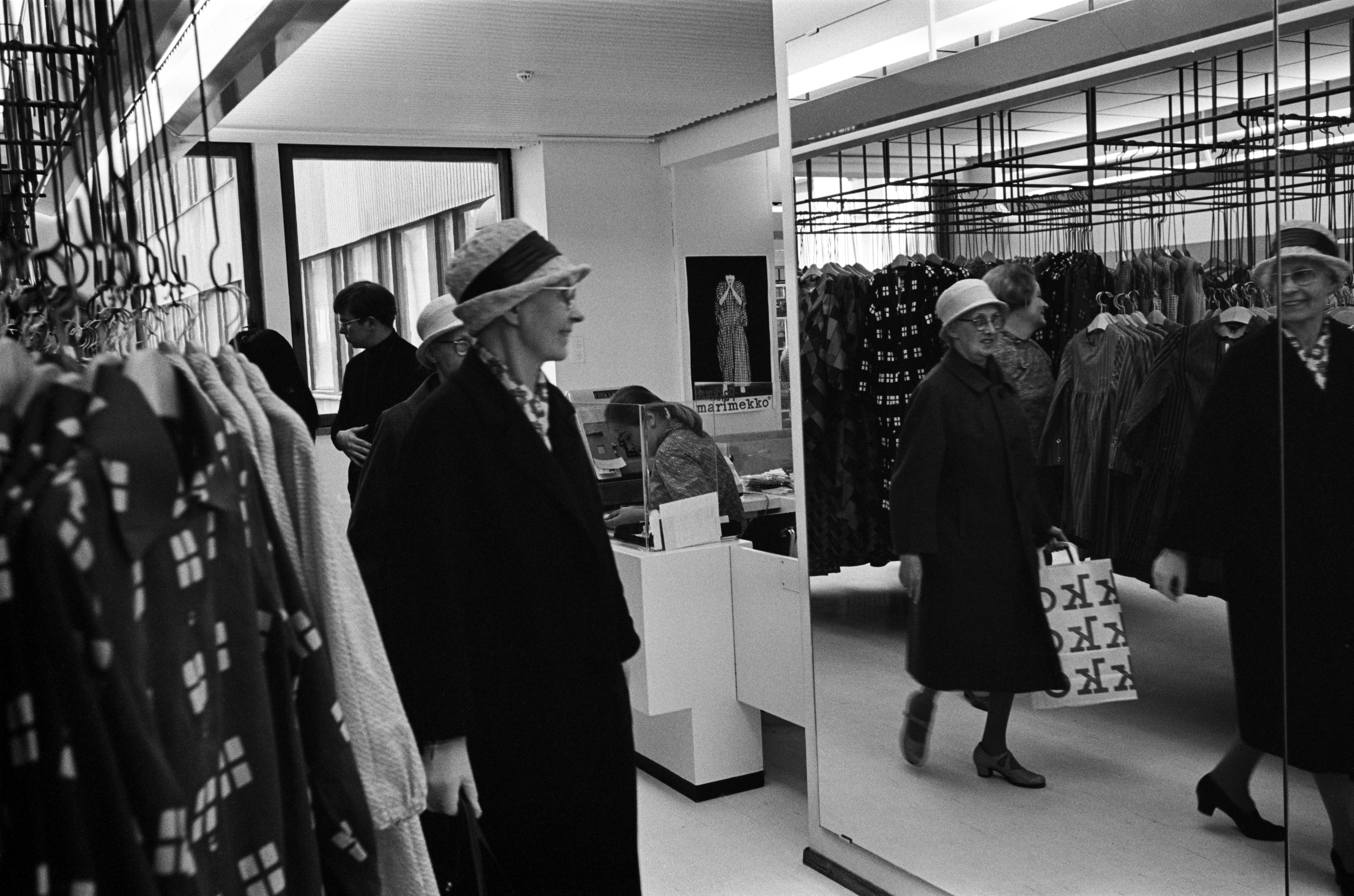
Keskuskatu
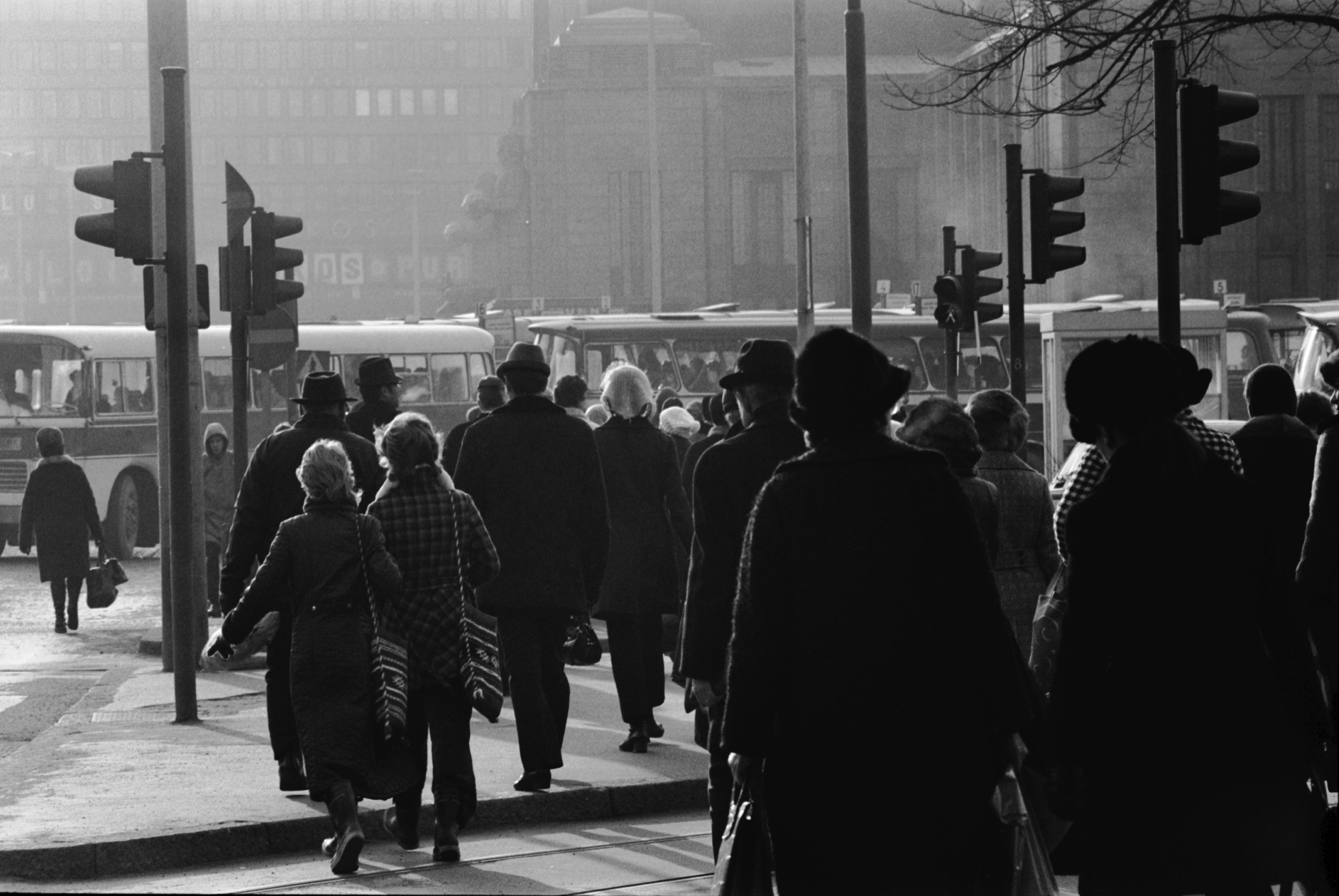
Kluuvi, Rautatientori
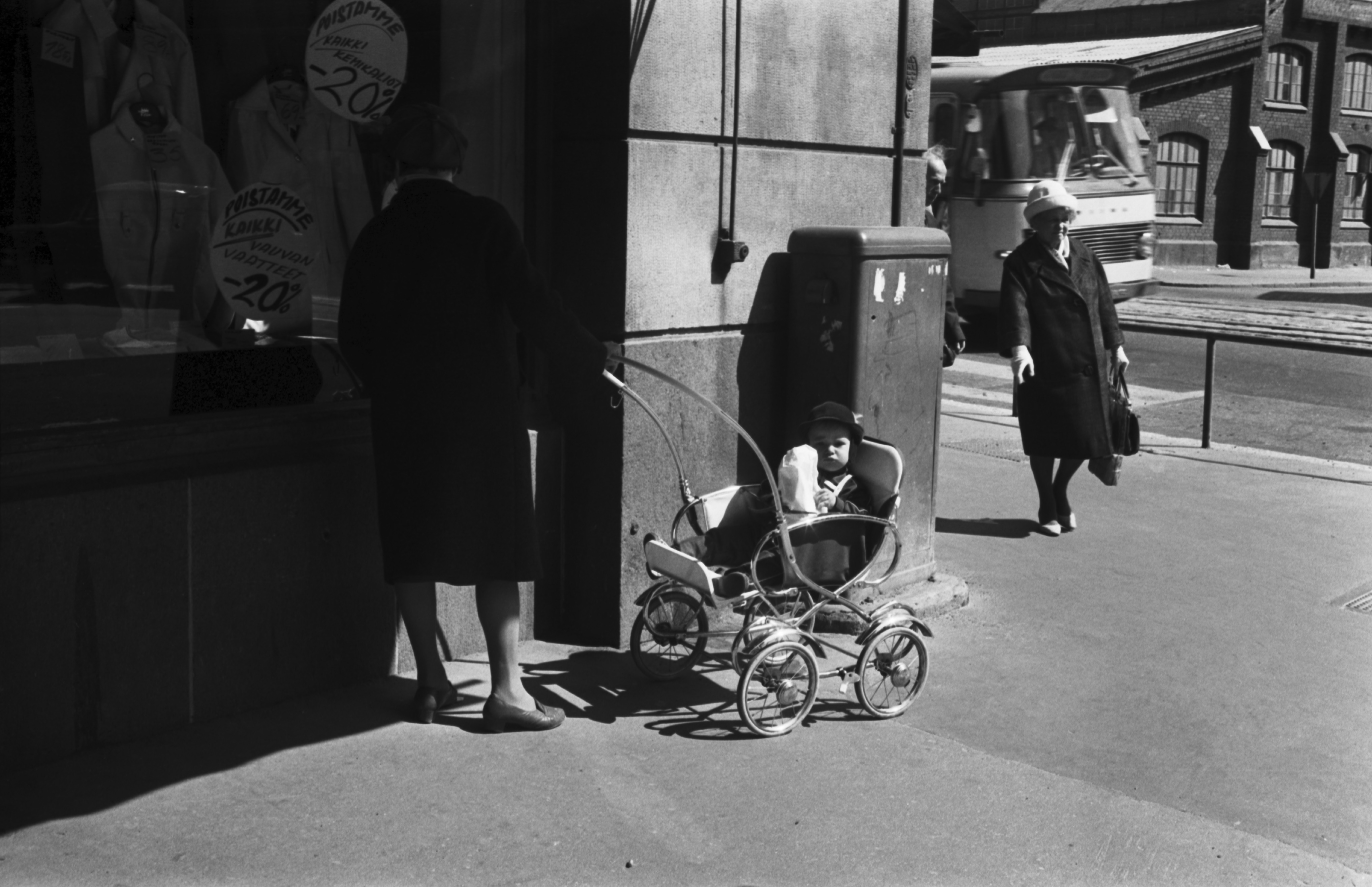
Kolmas linja 1 - Helsinki, 1970
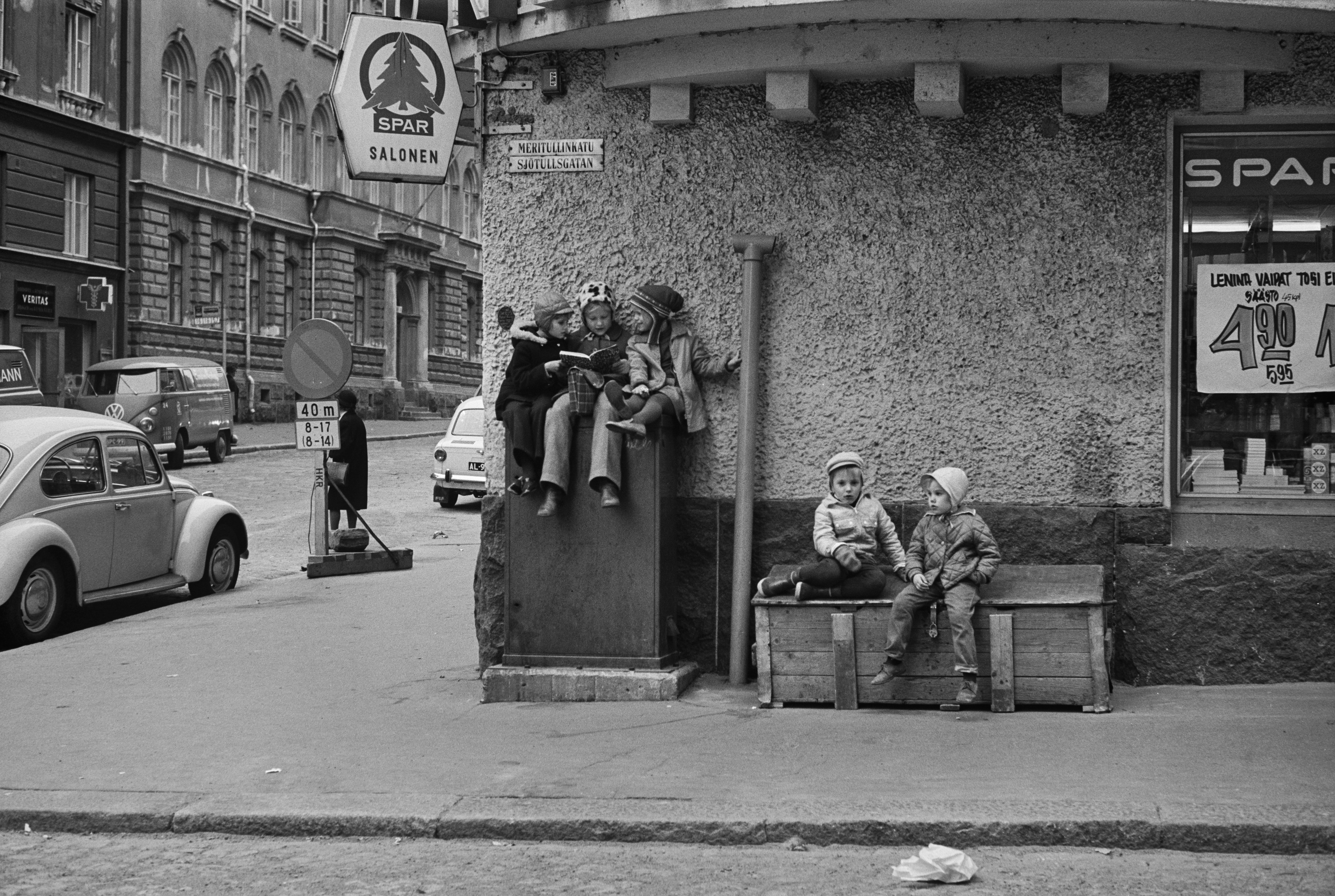
Kolme tyttöä lukemassa jakokaapin päällä Meritullinkadulla Liisankadun kulmassa
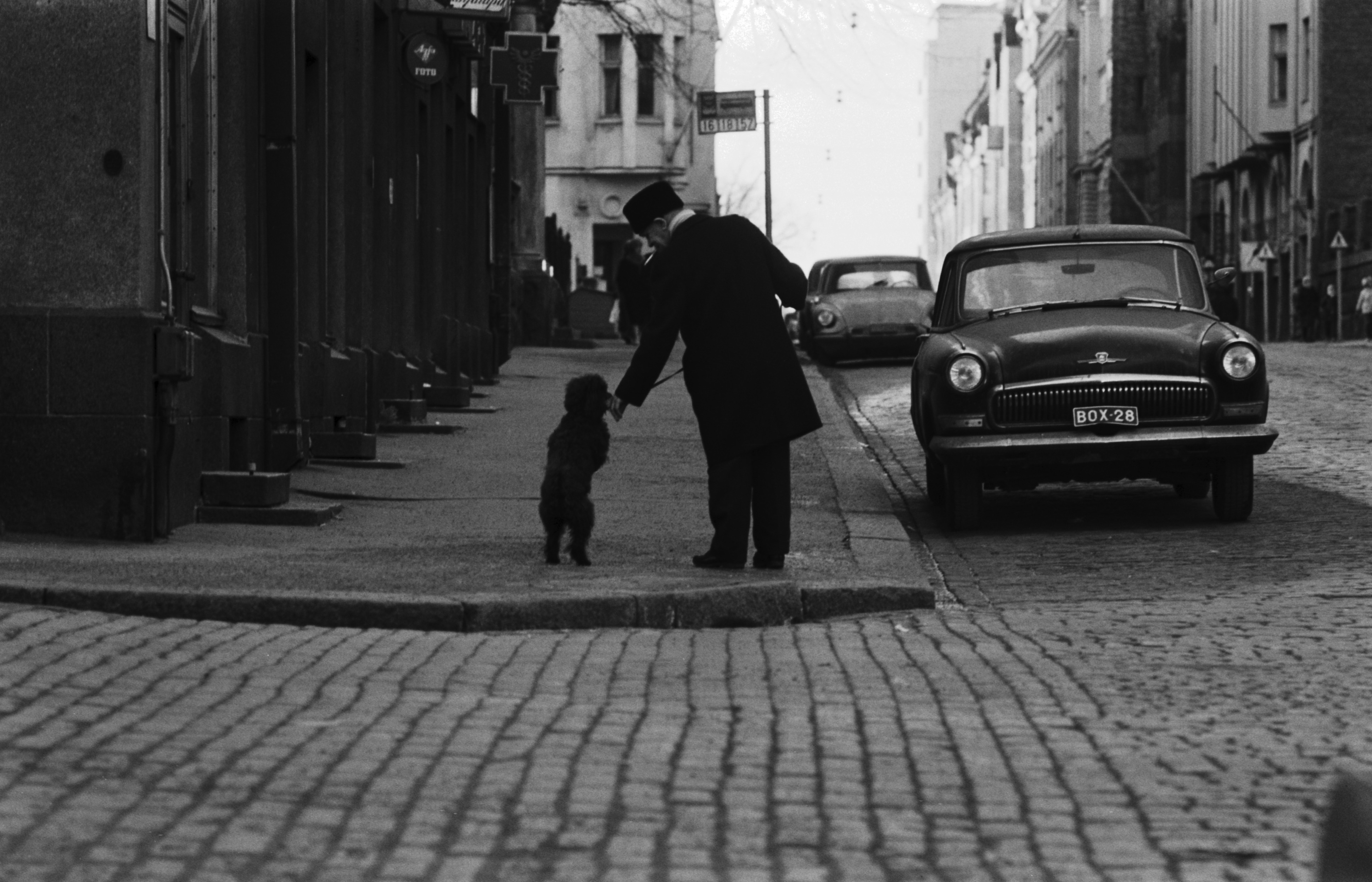
Kruununhaka, Liisankatu
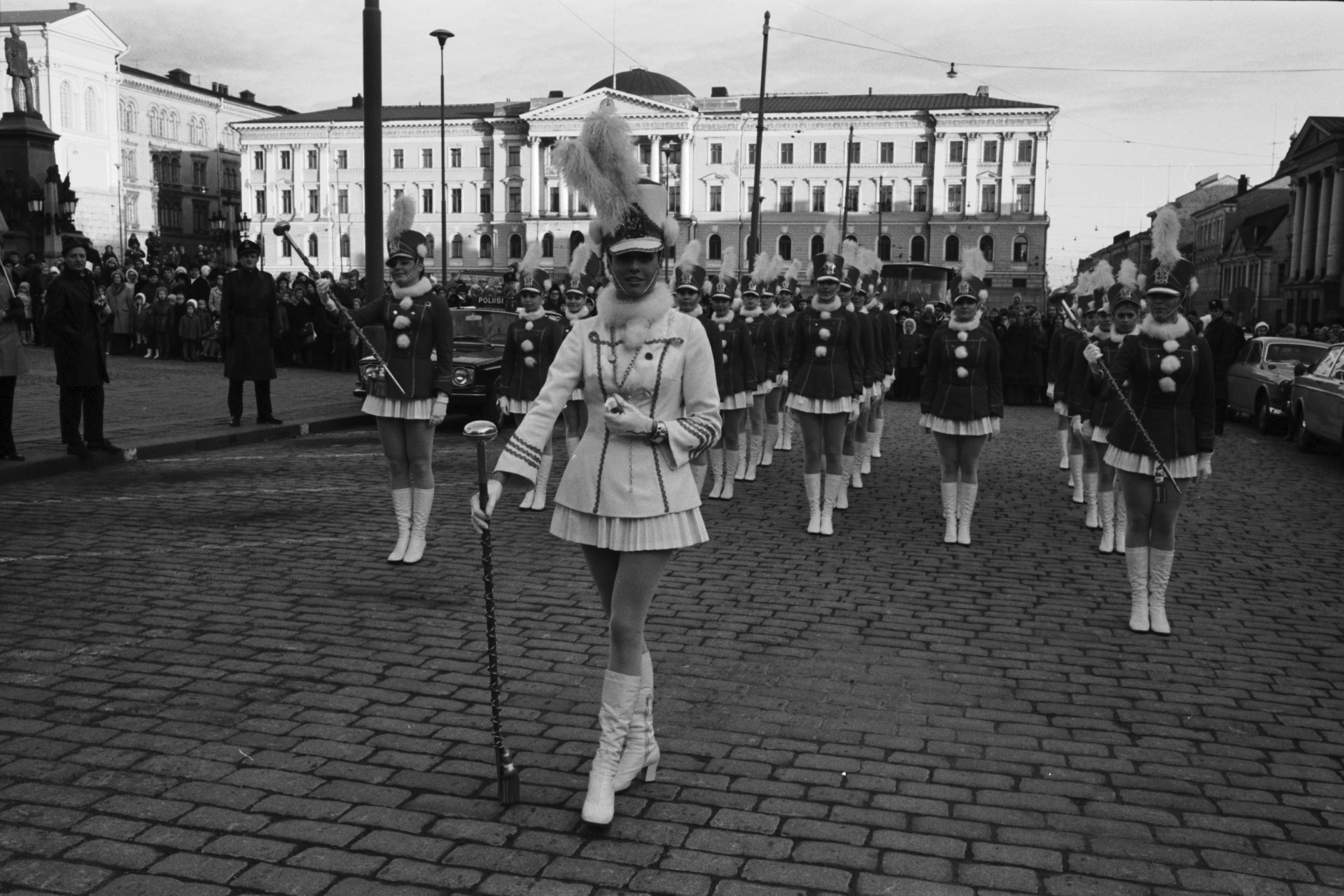
Kruununhaka, Senaatintori
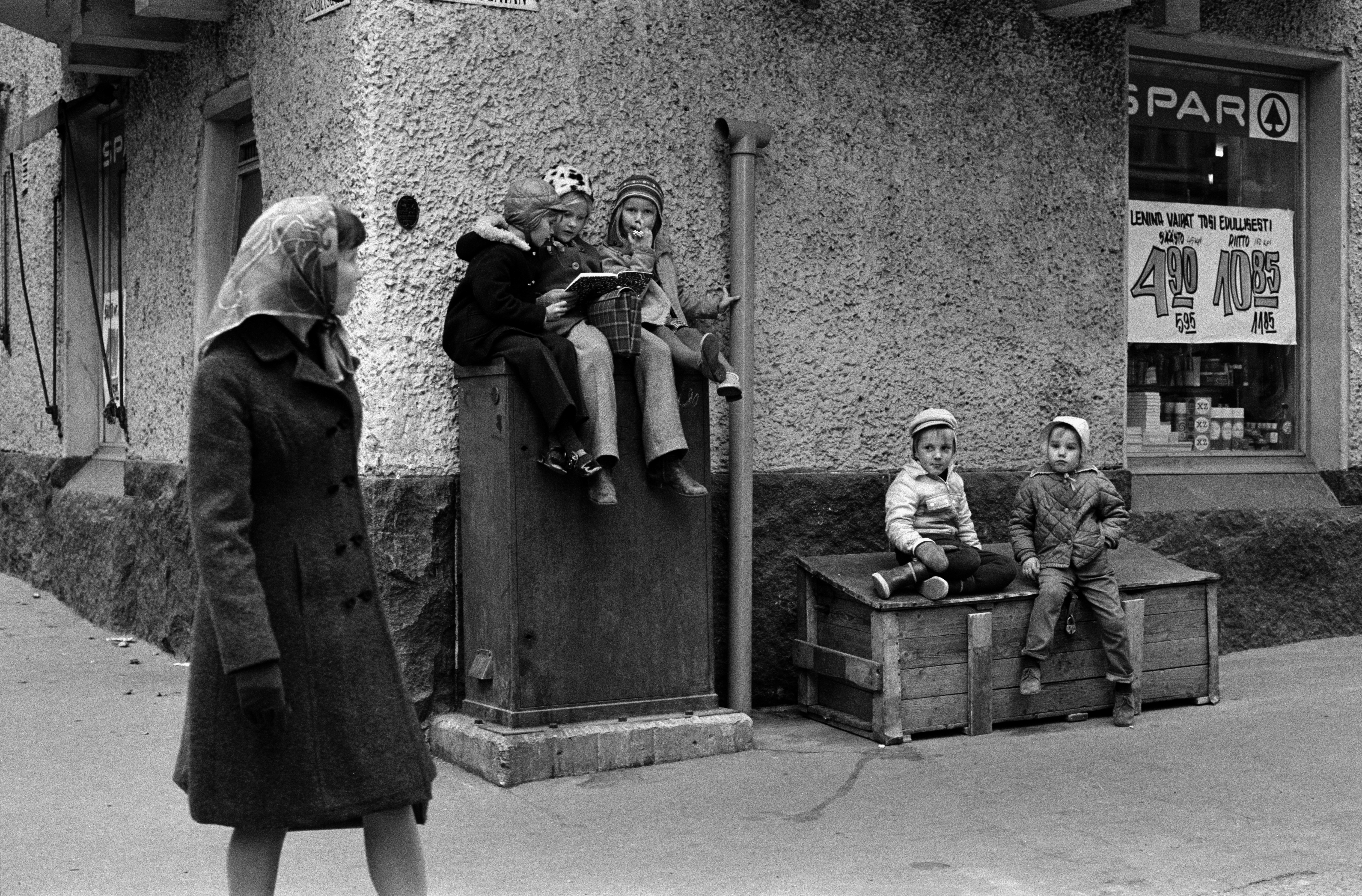
Liisankadun ja Meritullinkadun kulma
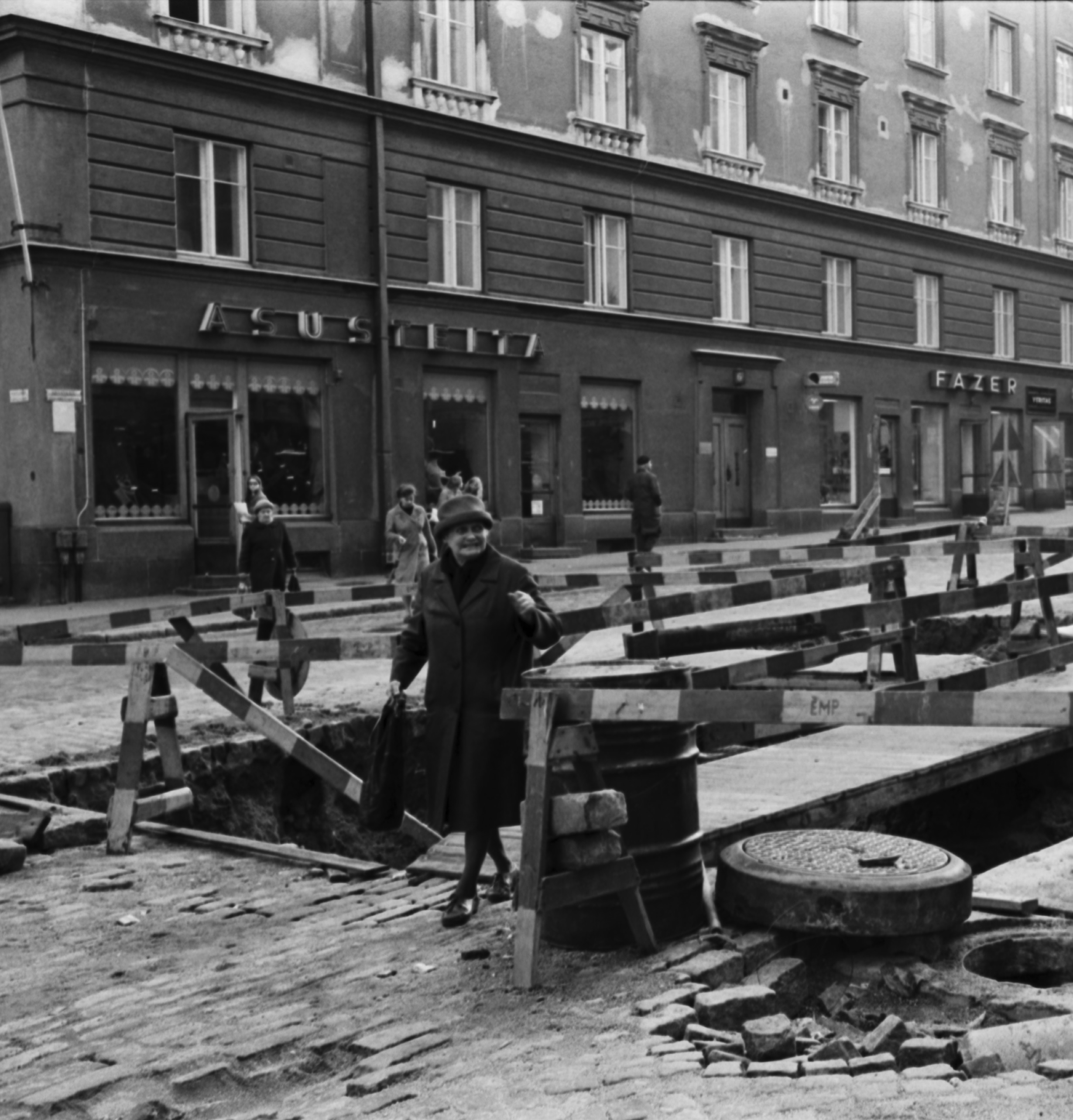
Liisankatu
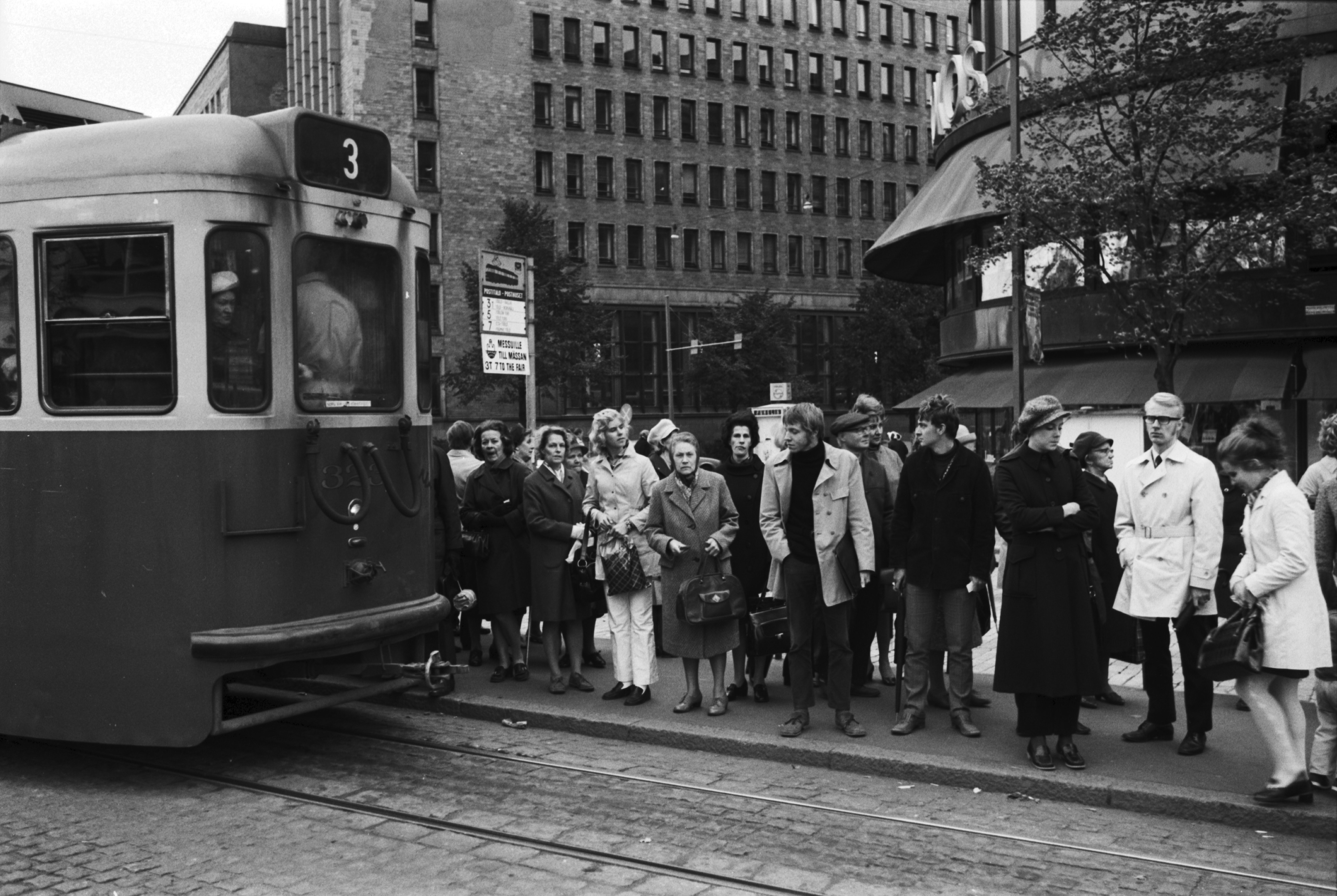
Mannerheimintie